# Zelia potens
Zelia potens là một loài ruồi trong họ Tachinidae.